# Aleksandr Yevgenyevich Golovanov
Aleksandr Yevgenyevich Golovanov (tiếng Nga: Александр Евгеньевич Голованов; 7 tháng 8 năm 1904 - 22 tháng 9 năm 1975) là một phi công và chỉ huy Không quân Liên Xô. Ngày 3 tháng 8 năm 1943, ông được thăng quân hàm Nguyên soái Không quân (người trẻ nhất trong lịch sử Liên Xô giữ cấp bậc đó) và ngày 19 tháng 8 năm 1944, ông được thăng cấp bậc Chánh nguyên soái Không quân (người thứ hai sau Alexander Novikov.).

## Chiến tranh vệ quốc vĩ đại
Khi Chiến tranh Xô – Đức nổ ra, ông là chỉ huy của Trung đoàn máy bay ném bom hạng nặng số 212, sau đó là chỉ huy của Sư đoàn máy bay ném bom tầm xa số 81, trực thuộc Bộ chỉ huy tối cao. Sư đoàn do ông chỉ huy đã thực hiện nhiều phi vụ ném bom, với sự tham gia của cá nhân ông, các cơ sở quân sự của Đức Quốc xã ở Berlin, Königsberg, Gdańsk, Ploieşti và nhiều thành phố khác.
Trong trận Moskva, "máy bay tầm xa của ông đã giáng những đòn mạnh vào các vị trí pháo binh, đội hình xe tăng và các sở chỉ huy."
Từ tháng 2 năm 1942, ông là chỉ huy của lực lượng máy bay ném bom tầm xa, được chuyển thành Tập đoàn quân Không quân 18 vào tháng 12 năm 1944. Đơn vị của ông đã thực hiện nhiều nhiệm vụ không kích sâu trong hậu phương quân Đức, hỗ trợ lực lượng mặt đất trong các chiến dịch ở Đông Phổ, Vienna và Berlin, cũng như các nhiệm vụ hỗ trợ cho lực lượng kháng chiến của Nam Tư.
Đầu năm 1944, trên cương vị chỉ huy trưởng lực lượng không quân tầm xa của Liên Xô, Golovanov được lệnh tổ chức không kích Helsinki để buộc Phần Lan chấp nhận các điều khoản hòa bình do Liên Xô đặt ra. Tuy nhiên, do đã có sự chuẩn bị trước, vì vậy lực lượng phòng không Phần Lan đã thành công trong việc bảo vệ thành phố, đồng thời gây ra những thiệt hại to lớn cho phía Liên Xô. Khi Stalin sau đó đã phát hiện ra rằng ông đã được thông báo sai về kết quả thảm hại của cuộc không kích, ông đã cho giải thể đơn vị thuộc quyền của Golovanov như một sự trừng phạt về thất bại này.

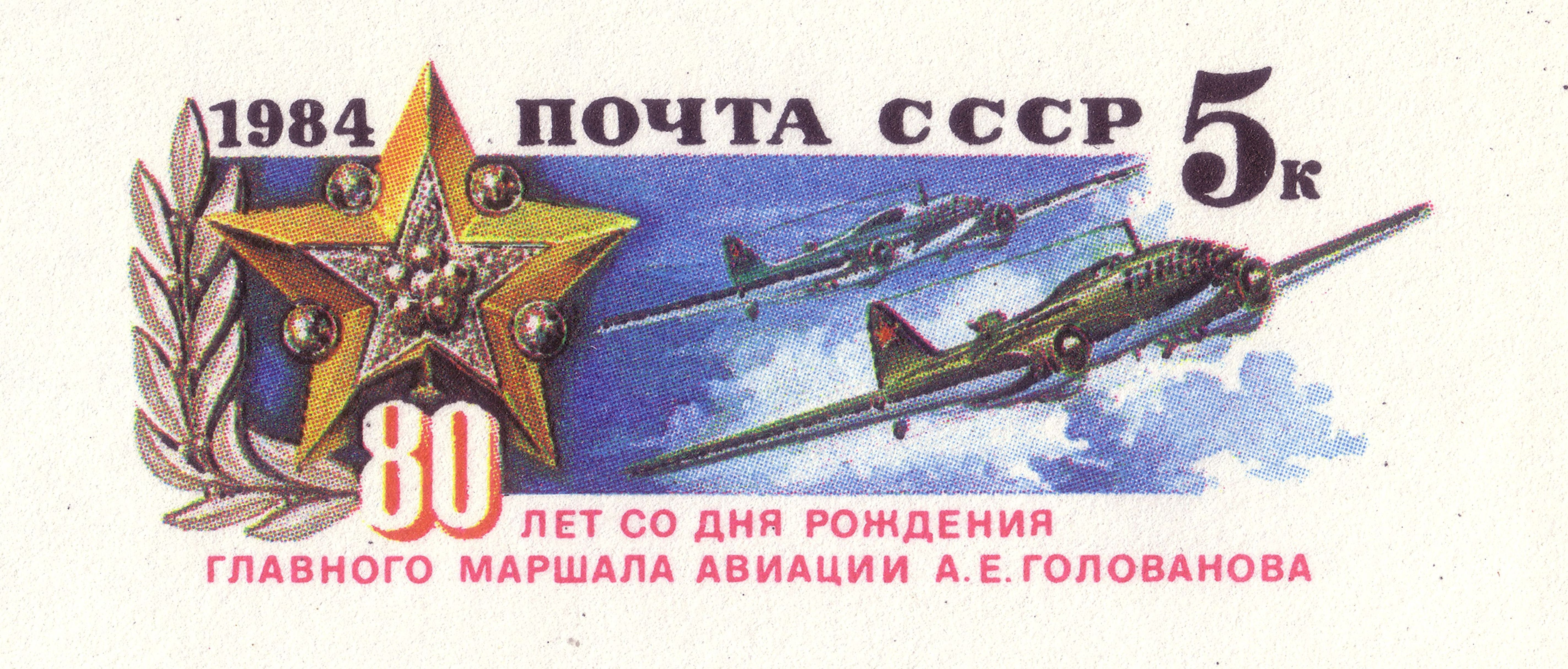
Tem bưu điện phát hành năm 1984 để tưởng nhớ Aleksandr Golovanov

## Danh hiệu và giải thưởng
- Hai Huân chương Lenin
- Ba Huân chương Cờ đỏ
- Ba Huân chương Suvorov hạng 1
- Huân chương Sao đỏ

## Lược sử cấp  bậc
- Trung tá (1941)
- Đại tá (1941)
- Thiếu tướng Không quân (1941)
- Trung tướng Không quân (1942)
- Thượng tướng Không quân (1943)
- Nguyên soái Không quân (1943)
- Chánh nguyên soái Không quân (1944)